# Sint-Defendenskerk (Agueglio)
De Sint-Defendenskerk (Italiaans: Chiesetta di San Defendente) is een klein kerkgebouw in Agueglio in de gemeente Esino Lario in de Italiaanse provincie Lecco (regio Lombardije). De kerk bevindt zich in de parochie van San Vittore Martire en ligt bijna in het uiterste noorden van de gemeente Esino Lario en noorden van Agueglio.
De kerk bevindt zich in een bergpas tussen de berg Sasso di San Defendente in het westen (gelegen aan het Comomeer) en in het oosten de Sasso Mattolino en de Cima di Dasio. Vanaf de pas heeft men in noordwestelijke uitzicht over het Comomeer. Over deze bergpas loopt de Strado Provinciale 65 di Esino van Esino Lario richting Parlasco, een van de twee wegen het dorp uit voor gemotoriseerd verkeer. Terwijl het grootste deel van deze route bebost is, bevinden zich rondom het kerkje open velden.
Het gebouw is gewijd aan Sint-Defendens.

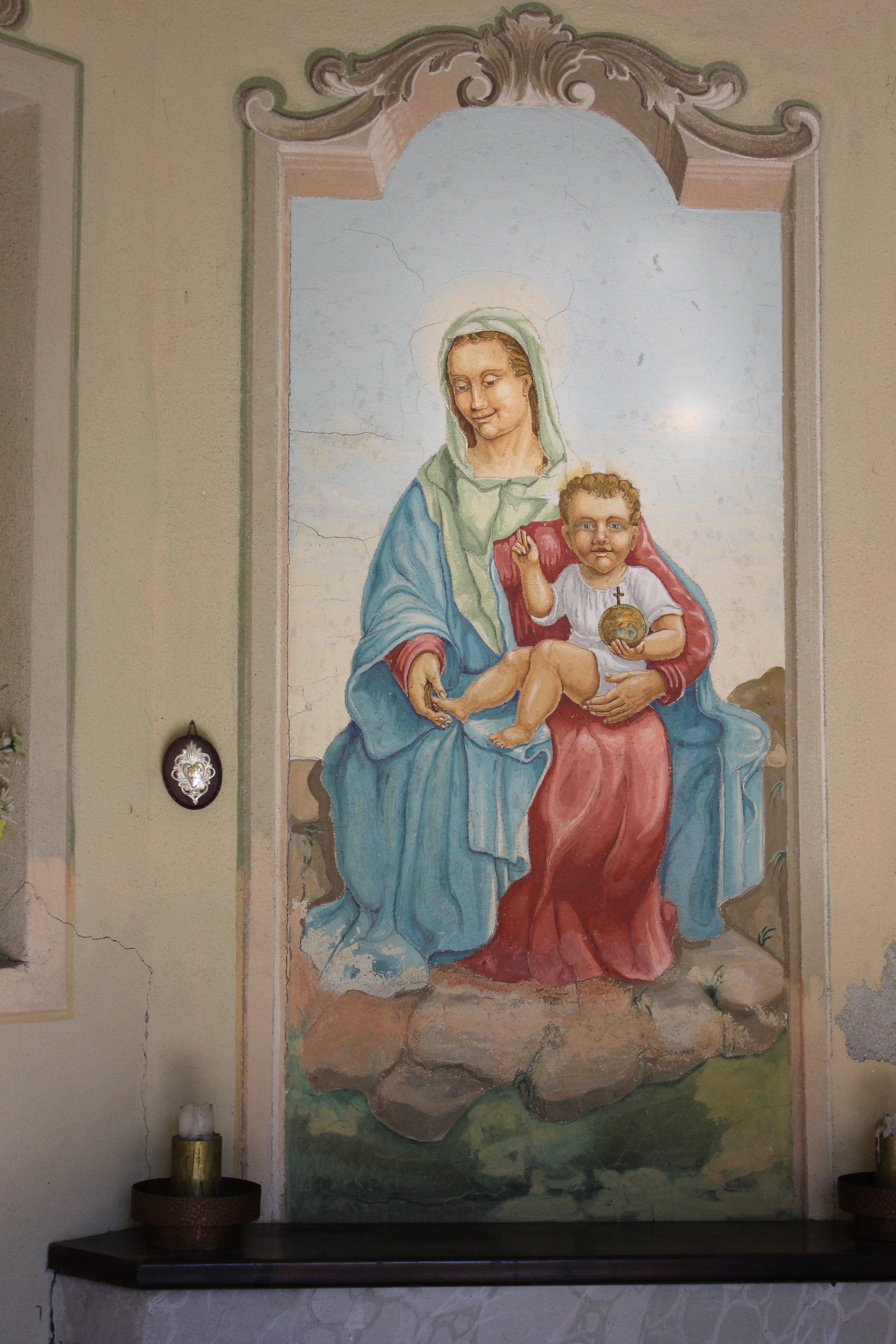
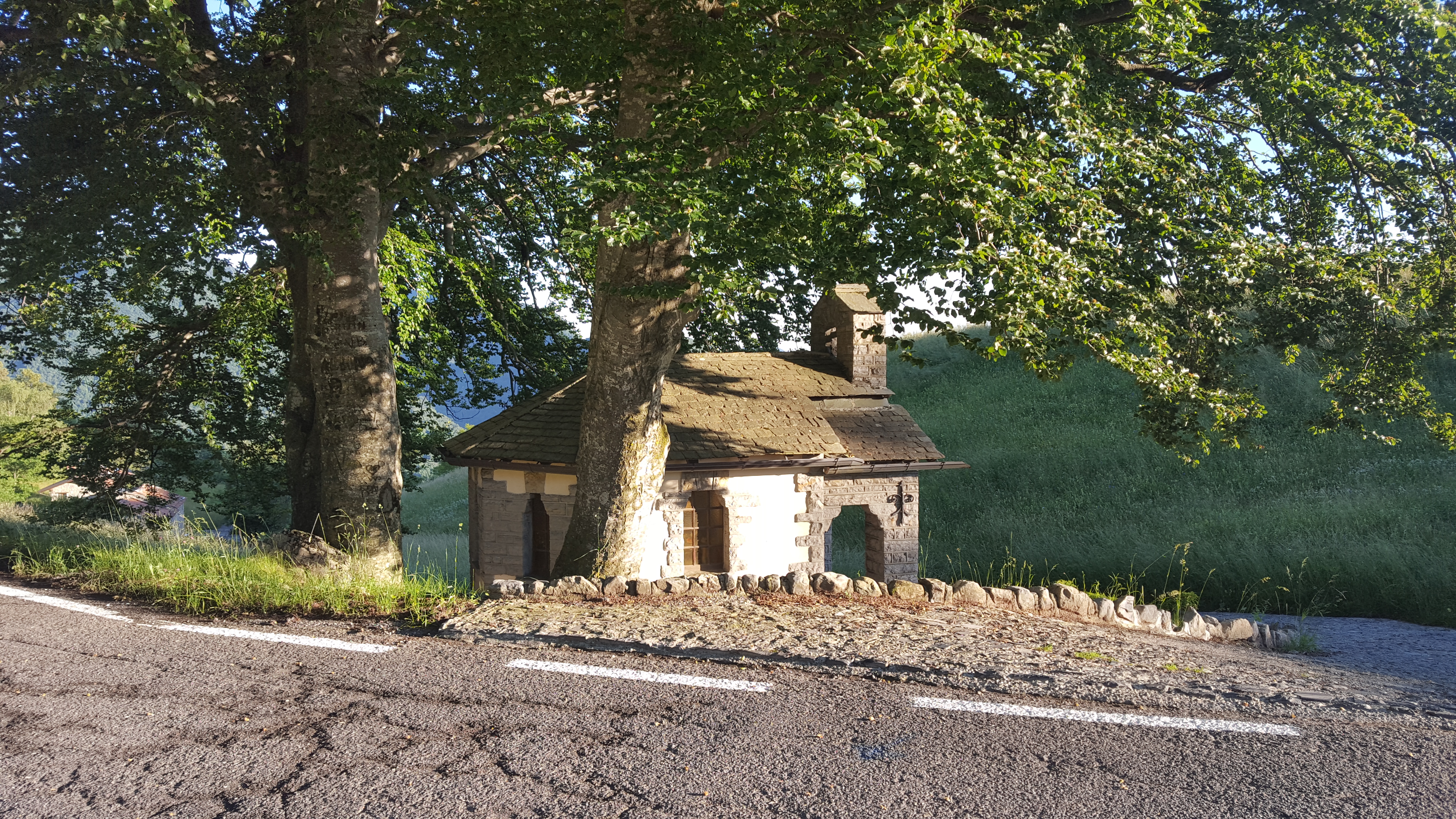
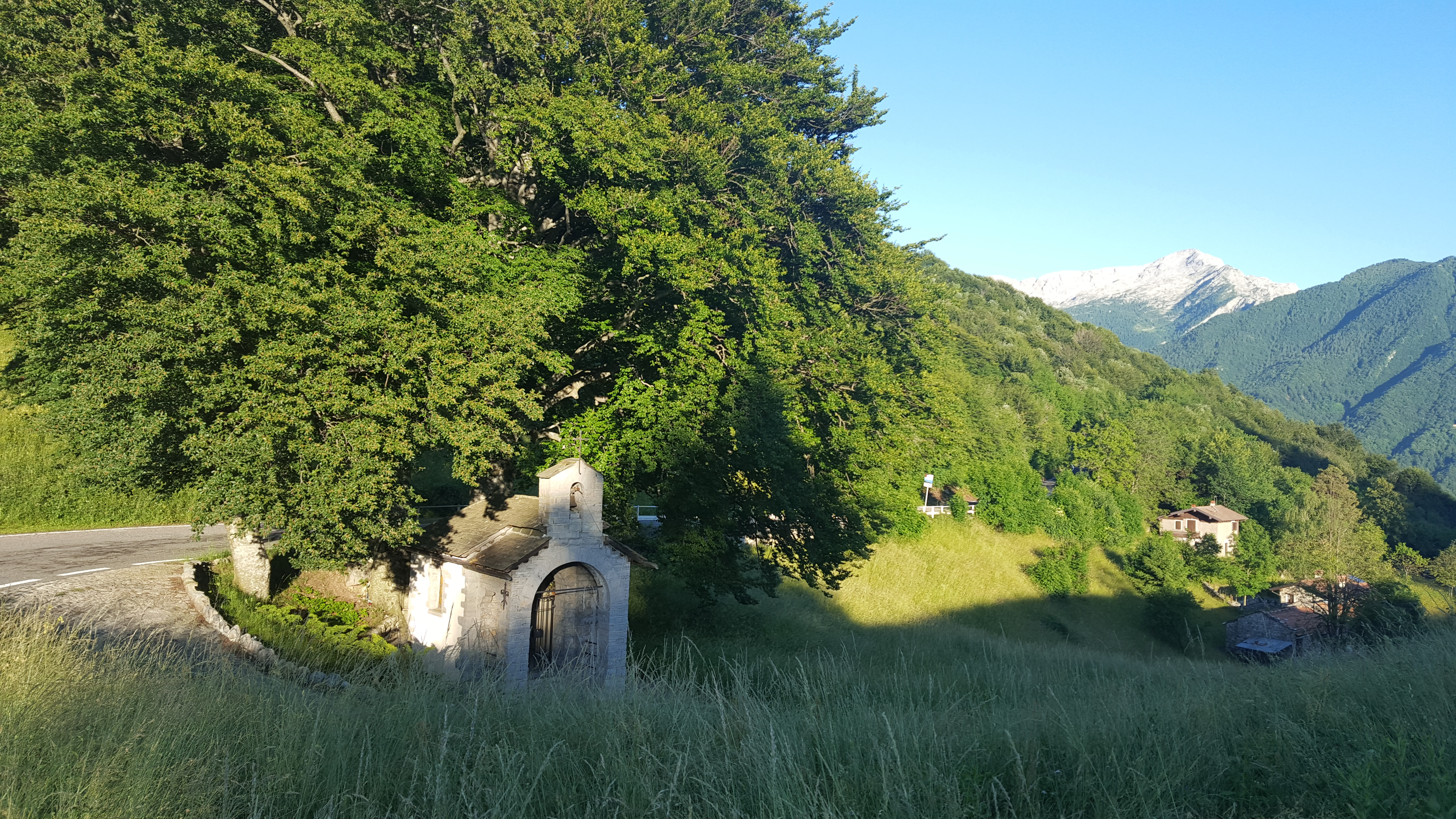
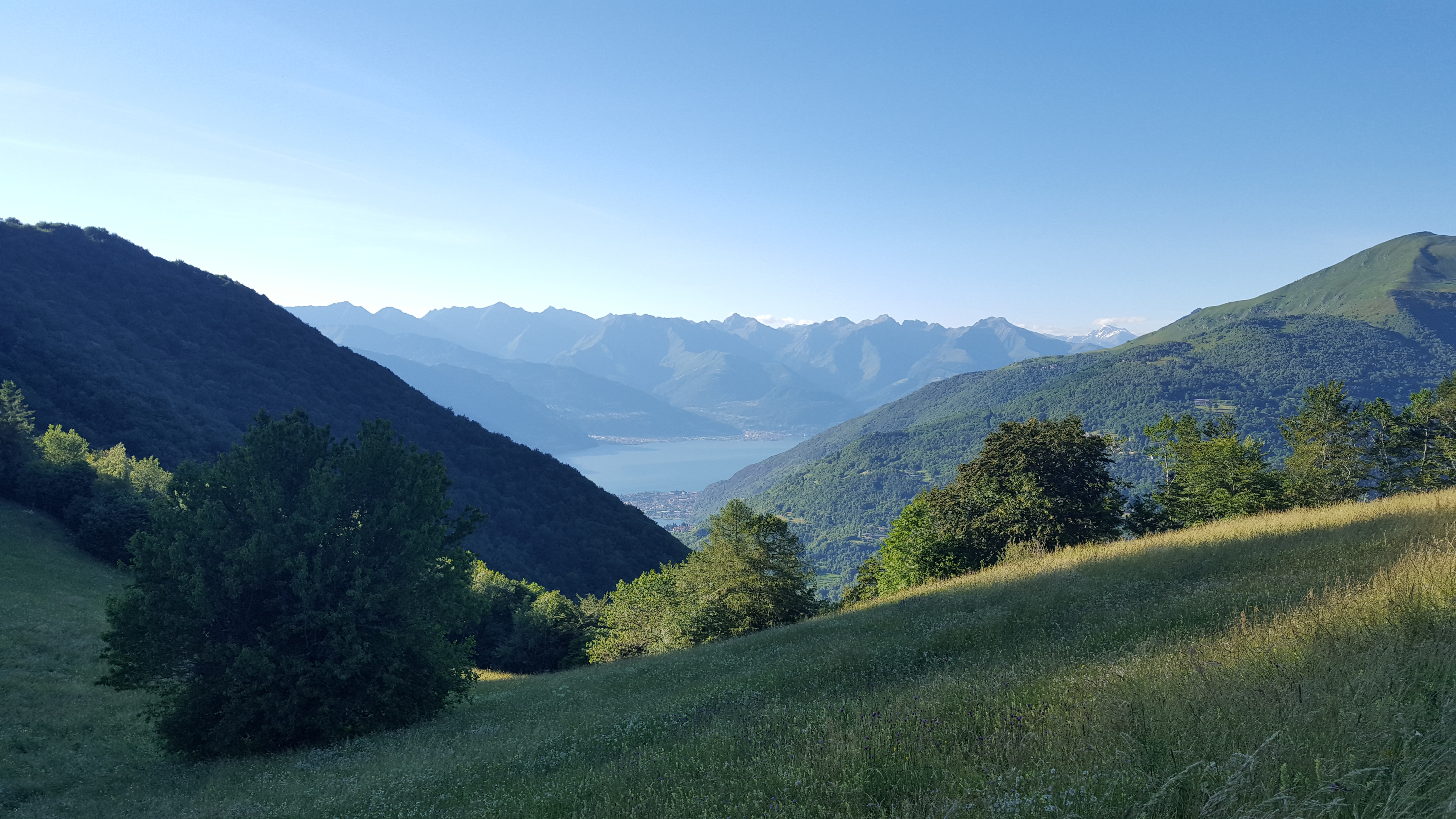
Uitzicht op het Comomeer